# Pallacanestro Viola 2019-2020
Questa voce raccoglie le informazioni riguardanti la Pallacanestro Viola nelle competizioni ufficiali della stagione 2019-2020.

## Stagione
A seguito del fallimento della Viola Reggio Calabria per mancato pagamento dei contributi  entro la data del 16 aprile 2019  vede la ripartenza della squadra con una nuova società presentata ufficialmente il 15 novembre 2019 presso il Circolo del Tennis “Rocco Polimeni”  sotto la guida dal presidente Carmelo Laganà  iscrivendosi al campionato di Serie C Silver (Calabria).

Durante la Stagione (bloccata a seguito della Pandemia di COVID-19) la squadra ottenne su 15 partite giocate 15 vittore ed una differenza punti di +474. Otterrà il diritto di disputare la Serie B acquisendo il titolo sportivo della Soresina Gilbertina 

## Maglie
Il fornitore ufficiale del materiale tecnico per la stagione 2019-2020 è Erreà. Le maglie della stagione vedranno l'arancione come colore dominante nella maglia Home e il nero nella maglia Away. Nella seconda parte del campionato il Centro Commerciale Porto Bolaro diventa il main sponsor della squadra 

## Organigramma societario
Area dirigenziale
- Presidente: Carmelo Laganà
- General Manager: Giuseppe Barrile

Area tecnica
- Allenatore: Paolo Moretti
- Direttore Sportivo: Paolo Tripodi
- Team Manager: Gigi Rossi

## Roster
| Giocatore                     | Età | Ruolo | Punti | Media punti partita |
| Sebrek Luka                   | 20  | G     | 297   | 19.8                |
| Pandolfi Kevin                | 25  | AF    | 215   | 14.3                |
| Barrile Fortunato             | 25  | PM    | 164   | 10.9                |
| Ouro Bagna Kamal Dine         | 23  | G     | 136   | 9.7                 |
| Ozolins Davids Leopolds       | 22  | AF    | 126   | 8.4                 |
| Viglianisi Brandon Willy      | 26  | PM    | 117   | 9.8                 |
| Osmatescu Victor              | 24  | AF    | 93    | 9.3                 |
| Suraci Michele                | 27  | AF    | 75    | 5.4                 |
| Centofanti Giovanni           | 19  | AP    | 45    | 3                   |
| Prunotto Marco                | 19  | C     | 19    | 9.5                 |
| Alampi Francesco              | U18 | AP    | 19    | 1.7                 |
| Ouedraogo Florian Pierre Alec | 24  | C     | 17    | 5.7                 |
| Fall Yande                    | 30  | AF    | 9     | 4.5                 |
| Scarfò Demetrio               | U16 | AP    | 7     | 1.2                 |
| Artuso Cristian               | U18 | AP    | 4     | 0.5                 |

## Risultati

### Serie C Silver (Calabria)
Girone d'andata
| Reggio Calabria 19 ottobre 2019 1ª giornata | Pallacanestro Viola | 108 – 63 referto | Vis Reggio Calabria | PalaCalafiore |

| Rende 27 ottobre 2019 2ª giornata | Bim Bum Basket Rende | 73 – 86 referto | Pallacanestro Viola | Palazzetto dello sport |

| Reggio Calabria 2 novembre 2019 3ª giornata | Pallacanestro Viola | 103 – 39 referto | Scuola Basket Viola | PalaCalafiore |

| Lamezia Terme 10 novembre 2019 4ª giornata | Fortitudo Basket Lamezia | 50 – 81 referto | Pallacanestro Viola | Palazzetto dello sport |

5ª giornata (turno di riposo)
| Reggio Calabria 23 novembre 2019 6ª giornata | Pallacanestro Viola | 76 – 53 referto | Centro Basket Catanzaro | PalaCalafiore |

| Reggio Calabria 30 novembre 2019 7ª giornata | Pallacanestro Viola | 79 – 67 referto | Lumaka Reggio Calabria | PalaCalafiore |

Girone di ritorno
| Reggio Calabria 7 dicembre 2019 8ª giornata | Vis Reggio Calabria | 75 – 105 referto | Pallacanestro Viola | PalaBotteghelle |

| Reggio Calabria 19 dicembre 2019 9ª giornata | Pallacanestro Viola | 67 – 59 referto | Bim Bum Basket Rende | PalaCalafiore |

| Reggio Calabria 22 dicembre 2019 10ª giornata | Scuola Basket Viola | 50 – 121 referto | Pallacanestro Viola | Pianeta Viola |

| Reggio Calabria 4 gennaio 2020 11ª giornata | Pallacanestro Viola | 107 – 59 referto | Fortitudo Basket Lamezia | PalaCalafiore |

12ª giornata (turno di riposo)
| Catanzaro 19 gennaio 2019 13ª giornata | Centro Basket Catanzaro | 65 – 73 referto | Pallacanestro Viola | PalaCorvo |

| Reggio Calabria 25 gennaio 2020 14ª giornata | Lumaka Reggio Calabria | 54 – 66 referto | Pallacanestro Viola | PalaLumaka |

 Fase ad orologio 
| Lamezia Terme 09 febbraio 2020 1ª giornata | Fortitudo Basket Lamezia | 62 – 86 referto | Pallacanestro Viola | Palazzetto dello sport |

2ª giornata (turno di riposo)
| Reggio Calabria 23 febbraio 2020 3ª giornata | Pallacanestro Viola | 94 – 53 referto | Bim Bum Basket Rende | PalaCalafiore |

| Reggio Calabria 1 marzo 2020 4ª giornata | Scuola Basket Viola | 50 – 94 referto | Pallacanestro Viola | Pianeta Viola |

| Reggio Calabria 8 marzo 2020 5ª giornata | Pallacanestro Viola | – referto | Lumaka Reggio Calabria | PalaCalafiore |

| Reggio Calabria 15 marzo 2020 6ª giornata | Vis Reggio Calabria | – referto | Pallacanestro Viola | PalaBotteghelle |

| Reggio Calabria 22 marzo 2020 7ª giornata | Pallacanestro Viola | – referto | Centro Basket Catanzaro | PalaCalafiore |

le ultime 3 giornate della Fase ad orologio non si sono disputate per via della Pandemia di COVID-19.